# Distretto di Afabet
Il distretto di Afabet è un distretto nella regione del Mar Rosso Settentrionale dell'Eritrea, che ha come capoluogo l'omonima località.